# الكسندر لوند هانسن
الكسندر لوند هانسن (بالنرويجية: Alexander Lund Hansen)‏ (و. 1982  م) هو لاعب كرة قدم، من النرويج، ولد في أوفيورد، يلعب كحارس مرمى.

## روابط خارجية
- الكسندر لوند هانسن على موقع اتحاد النرويج (النرويجية)
- الكسندر لوند هانسن على موقع قاعدة بيانات كرة القدم.إي يو (الإنجليزية)
- الكسندر لوند هانسن على موقع Soccerway.com (الإنجليزية)
- الكسندر لوند هانسن على موقع AS.com (الإسبانية)